# Blain (Pensilvania)
Blain es un borough ubicado en el condado de Perry, Pensilvania, Estados Unidos. Tiene una población estimada, a mediados de 2021, de 226 habitantes.

## Geografía
La localidad está ubicada en las coordenadas 40°20′11″N 77°30′45″O / 40.33639, -77.51250 (40.336518, -77.512368).

## Demografía
Según la Oficina del Censo, en 2000 los ingresos medios de los hogares de la localidad eran de $32,500 y los ingresos medios de las familias eran de $39,750. Los hombres tenían unos ingresos medios de $35,313 frente a los $21,875 que percibían las mujeres. Los ingresos per cápita para la localidad eran de $16,223. Alrededor del 12.6% de la población estaba por debajo del umbral de pobreza.
De acuerdo con la estimación 2017-2021 de la Oficina del Censo, los ingresos medios de las familias de la localidad son de $85,000. Alrededor del 3.7% de la población está por debajo del umbral de pobreza.